# La Châtaigneraie
La Châtaigneraie is een gemeente in het Franse departement Vendée (regio Pays de la Loire) en telt 2663 inwoners (2004). De plaats maakt deel uit van het arrondissement Fontenay-le-Comte.

## Geografie
De oppervlakte van La Châtaigneraie bedraagt 7,9 km², de bevolkingsdichtheid is 337,1 inwoners per km².
De onderstaande kaart toont de ligging van La Châtaigneraie met de belangrijkste infrastructuur en aangrenzende gemeenten.

## Demografie
Onderstaande figuur toont het verloop van het inwonertal (bron: INSEE-tellingen).

1. ↑  Populations de référence 2022.